# Долни Милановац
Долни Милановац или Пореч (на сръбски: Доњи Милановац или Donji Milanovac) е град в Сърбия, община Майданпек. В 2002 година градът има 3132 жители.

## География
Градът е разположен на река Дунав. Край Долни Милановац е археологическият обект Лепенски вир и е център на Националния парк Джердап.

## История
Старото име на селището е Пореч. По-късно е преименувано на Долни Милановац (за разграничаване от другото преименувано селище Горни Милановац) в чест на сръбския княз Милан Обренович, рано починал от туберкулоза, син на абдикиралия княз Милош.
При избухването на Балканската война в 1912 година един човек от Долни Милановац е доброволец в Македоно-одринското опълчение.

## Личности
Родени в Долни Милановац
- Спас Григоров (Глигоров, 1874 – ?), македоно-одрински опълченец, 3 рота на 10 прилепска дружина[2]